# Бернар Миние
Бернар Миние (на френски: Bernard Minier) е френски писател на произведения в жанра криминален роман и трилър.

## Биография и творчество
Бернар Миние е роден на 26 август 1960 г.в Безие, департамент Еро, Франция, в семейството на учител по техническо образование. Израства в Монрежо в полите на Пиренеите, след което учи в Тарб и Тулуза. След гимназията прекара една година в Испания. После през 1984 г. се премества в Париж и започва работа в митническата администрация, където достига до длъжност на старши контрольор. Заедно с работа си пише разкази, с които участва в литературни конкурси.
Първият му роман „Леден гамбит“ от поредицата „Командир Мартин Серваз“ е издаден през 2011 г. Главният герой, майор Мартин Серваз, хипохондрик, но надарен с интуиция полицай от Тулуза, е изправен пред поредица от ужасяващи и непонятни престъпления в сърцето на зимата в Пиренеите – обезглавен кон окачен на лифт, фармацевт, обесен под мост, и необичайни графити. А на всичките места е открита ДНК на психопат, затворен в единствената по рода си в Европа психиатрична клиника в сърцето на планината, в която постъпва на работа млада психоложка. Романът става бестселър и получава наградата за най-добър криминален роман на литературния фестивал „Полар“ в Коняк, както и други литературни награди. През 2016 – 2017 г. романът е екранизиран в едноименния телевизионен сериал с участието на Шарл Берлен, Юлия Пиатън и Паскал Грегъри.
През 2015 г. е издаден трилърът му „Une putain d’histoire“ (Една скапана история), чийто сюжет се развива в САЩ и засяга темата за злоупотребите с интернет и заплахите за личните свободи. Книгата получава наградата „Полар“ за най-добър франкофонски роман на фестивала в Коняк.
Книгата му „M, le bord de l'abîme“ (М, ръбът на бездната) от 2019 г. е трилър по темата за силата на технологиите и изкуствения интелект.
Писателят е част от художествения колектив „La Ligue de l'Imaginaire“ (Лигата на въображението), автори, които дават свобода и много пространство на въображението в произведенията си.
Бернар Миние живее със семейството си в департамент Есон.

## Произведения

### Самостоятелни романи
- Une putain d’histoire (2015)
- M, le bord de l'abîme (2019)

### Серия „Командир Мартин Серваз“ (Commandant Martin Servaz)
1. Glacé (2011)
Леден гамбит, изд.: ИК „Ентусиаст“, София (2021), прев. Силвия Колева
2. Le Cercle (2012)
3. N'éteins pas la lumière (2014)
4. Nuit (2017)
5. Sœurs (2018)
6. La Vallée (2020)
7. La Chasse (2021)
8. UN oeil Dan's la Nuit (2022)  Око в нощта, изд. ИК "Ентусиаст", София (2024), прев. Иван Баталов

### Екранизации
- 2016 – 2017 Glacé – тв сериал, 6 епизода
- 2020 Le Diable au Coeur – тв филм